# القائد الأعلى للحلفاء في أوروبا
القائد الأعلى للحلفاء في أوروبا (SACEUR) هو قائد منظمة حلف شمال الأطلسي (الناتو) قيادة عمليات الحلفاء  (ACO) ورئيس مقر ACO والقيادة العليا للقوات المتحالفة في أوروبا (SHAPE). يقع مقر القائد في SHAPE في كاستو، بلجيكا. SACEUR هو ثاني أعلى منصب عسكري داخل الناتو، أقل من رئيس اللجنة العسكرية للناتو فقط من حيث الأسبقية.   
القائد الأعلى للحلفاء في أوروبا الحالي هو الجنرال تود د. ولترز- القوات الجوية للولايات المتحدة.

## وظيفة
قالب:NATO command structure
Liaison:          Provides advice and support to the NAC

## قائمة حاملي

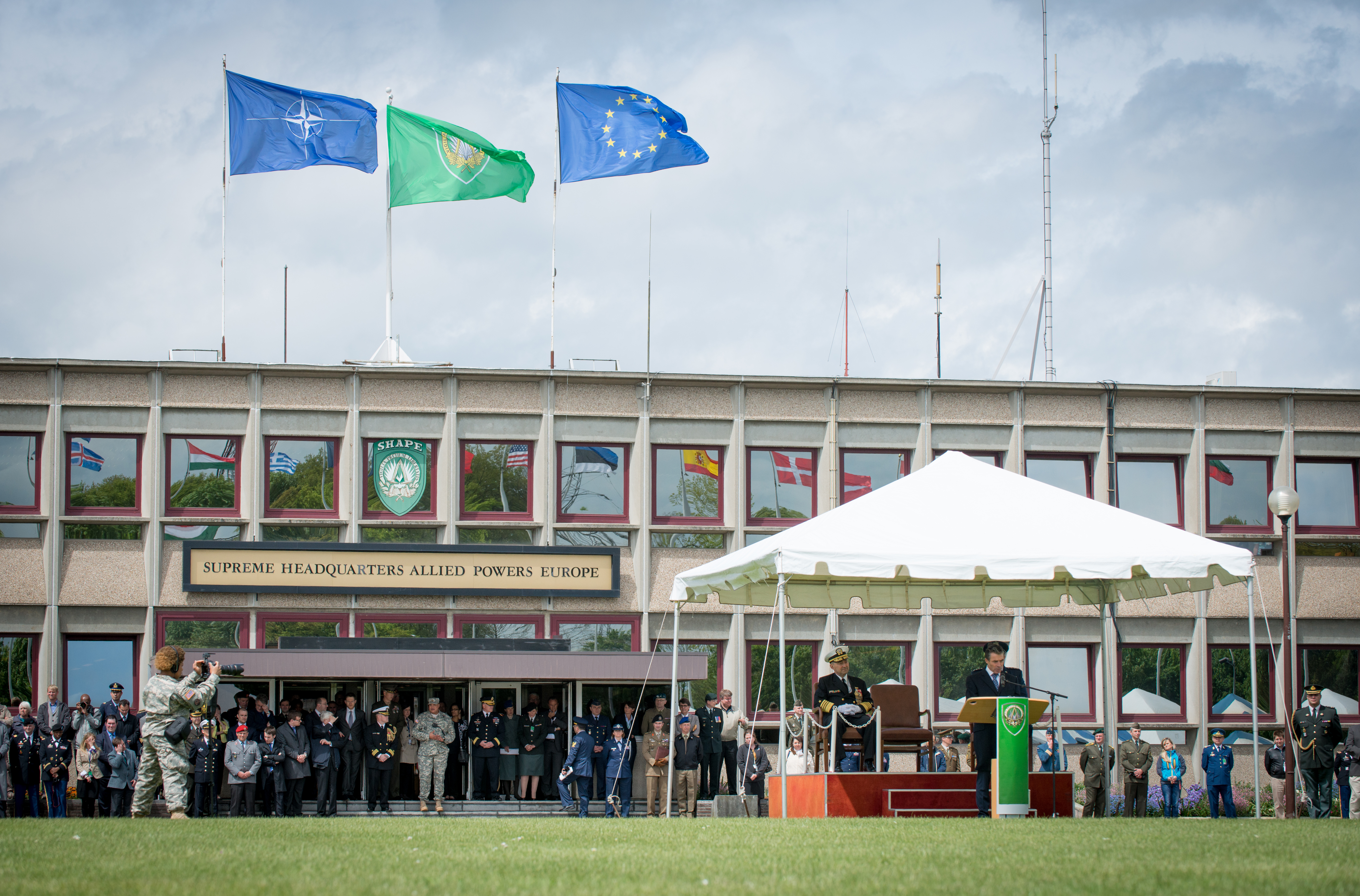
2013 تغيير القيادة SACEUR في SHAPE

منذ عام 2003، عمل القائد الأعلى للحلفاء في أوروبا (SACEUR) أيضًا كرئيس لقيادة الحلفاء في أوروبا ورئيس عمليات الحلفاء للقيادة. أصحاب المناصب كانوا: 
|  | {{{officeholder}}} |
|  | {{{officeholder}}} |
|  | {{{officeholder}}} |
|  | {{{officeholder}}} |
|  | {{{officeholder}}} |
|  | {{{officeholder}}} |
|  | {{{officeholder}}} |
|  | {{{officeholder}}} |
|  | {{{officeholder}}} |
|  | {{{officeholder}}} |
|  | {{{officeholder}}} |
|  | {{{officeholder}}} |
|  | {{{officeholder}}} |
|  | {{{officeholder}}} |
|  | {{{officeholder}}} |
|  | {{{officeholder}}} |
|  | {{{officeholder}}} |
|  | {{{officeholder}}} |
|  | {{{officeholder}}} |

## روابط خارجية
- الموقع الرسمي